# Valerijonas Balčiūnas
Valerijonas Balčiūnas (Minsk, 14 novembre 1904 – Pompano Beach, 18 dicembre 1984) è stato un arbitro di calcio e calciatore lituano, di ruolo portiere.

## Carriera

### Giocatore

#### Club
Nel periodo in cui ha giocato in nazionale militava nel Šančių Kovo di Kaunas

#### Nazionale
Fu convocato per i Giochi olimpici di Parigi del 1924. Esordì in nazionale direttamente alle Olimpiadi il 25 maggio 1924, subendo 9 reti nel turno di qualificazione contro la Svizzera. Ancora più disastrosa fu la seconda esperienza, due giorni più tardi, in amichevole contro l'Egitto, quando subì 10 reti.
In seguito disputò altri tre incontri amichevoli, l'ultimo dei quali nel 1926: subì in tutto 26 reti.

### Arbitro
Tra il 1928 e il 1940 arbitrò cinque incontri tra squadre nazionali: curiosamente in tutte e cinque le occasioni in campo c'era la Lettonia; tre di questi incontri furono disputati dai lettoni contro l'Estonia.

## Statistiche

### Cronologia presenze e reti in nazionale
| Cronologia completa delle presenze e delle reti in nazionale ― Lituania | Cronologia completa delle presenze e delle reti in nazionale ― Lituania | Cronologia completa delle presenze e delle reti in nazionale ― Lituania | Cronologia completa delle presenze e delle reti in nazionale ― Lituania | Cronologia completa delle presenze e delle reti in nazionale ― Lituania | Cronologia completa delle presenze e delle reti in nazionale ― Lituania | Cronologia completa delle presenze e delle reti in nazionale ― Lituania | Cronologia completa delle presenze e delle reti in nazionale ― Lituania |
| Data                                                                    | Città                                                                   | In casa                                                                 | Risultato                                                               | Ospiti                                                                  | Competizione                                                            | Reti                                                                    | Note                                                                    |
| ----------------------------------------------------------------------- | ----------------------------------------------------------------------- | ----------------------------------------------------------------------- | ----------------------------------------------------------------------- | ----------------------------------------------------------------------- | ----------------------------------------------------------------------- | ----------------------------------------------------------------------- | ----------------------------------------------------------------------- |
| 25-5-1924                                                               | Vincennes                                                               | Lituania                                                                | 0 – 9                                                                   | Svizzera                                                                | Olimpiadi 1924 - Preliminare                                            | -9                                                                      |                                                                         |
| 27-5-1924                                                               | Parigi                                                                  | Lituania                                                                | 0 – 10                                                                  | Egitto                                                                  | Amichevole                                                              | -10                                                                     |                                                                         |
| 24-8-1924                                                               | Tallinn                                                                 | Estonia                                                                 | 1 – 2                                                                   | Lituania                                                                | Amichevole                                                              | -1                                                                      |                                                                         |
| 13-6-1926                                                               | Tallinn                                                                 | Estonia                                                                 | 3 – 1                                                                   | Lituania                                                                | Amichevole                                                              | -3                                                                      |                                                                         |
| 21-8-1926                                                               | Kaunas                                                                  | Lituania                                                                | 2 – 3                                                                   | Lettonia                                                                | Amichevole                                                              | -3                                                                      |                                                                         |
| Totale                                                                  |                                                                         | Presenze                                                                | 5                                                                       |                                                                         | Reti                                                                    | -26                                                                     |                                                                         |